# Haraldur Ingólfsson
Haraldur Ingólfsson (ur. 1 sierpnia 1970) – islandzki piłkarz występujący na pozycji pomocnika.

## Kariera klubowa
Haraldur karierę rozpoczynał w 1987 roku w zespole Akraness. Występował tam do roku 1997 i w tym czasie zdobył z zespołem pięć mistrzostw Islandii (1992, 1993, 1994, 1995, 1996), dwa Puchary Islandii (1993, 1996) oraz dwa Superpuchary Islandii (1994, 1995). Pomiędzy sezonami 1996 a 1997 przebywał na wypożyczeniu w szkockim Aberdeen. W 1998 roku przeszedł do szwedzkiego IF Elfsborg. Występował tam przez trzy sezony. Następnie grał w norweskim Raufoss IL oraz drużynie ÍA, gdzie w 2004 roku zakończył karierę.

## Kariera reprezentacyjna
W reprezentacji Islandii Haraldur zadebiutował 8 kwietnia 1990 w przegranym 1:4 towarzyskim meczu ze Stanami Zjednoczonymi. 8 września 1993 w wygranym 1:0 pojedynku eliminacji Mistrzostw Świata 1994 z Luksemburgiem strzelił swojego pierwszego gola w kadrze. W latach 1990–1996 w drużynie narodowej rozegrał 20 spotkań i zdobył 2 bramki.